# Városszerkezet

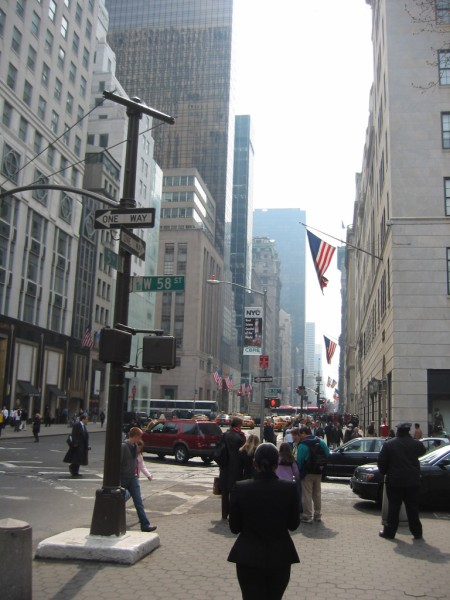
City (városmag)

## Belső munkahelyöv, a City (városmag)

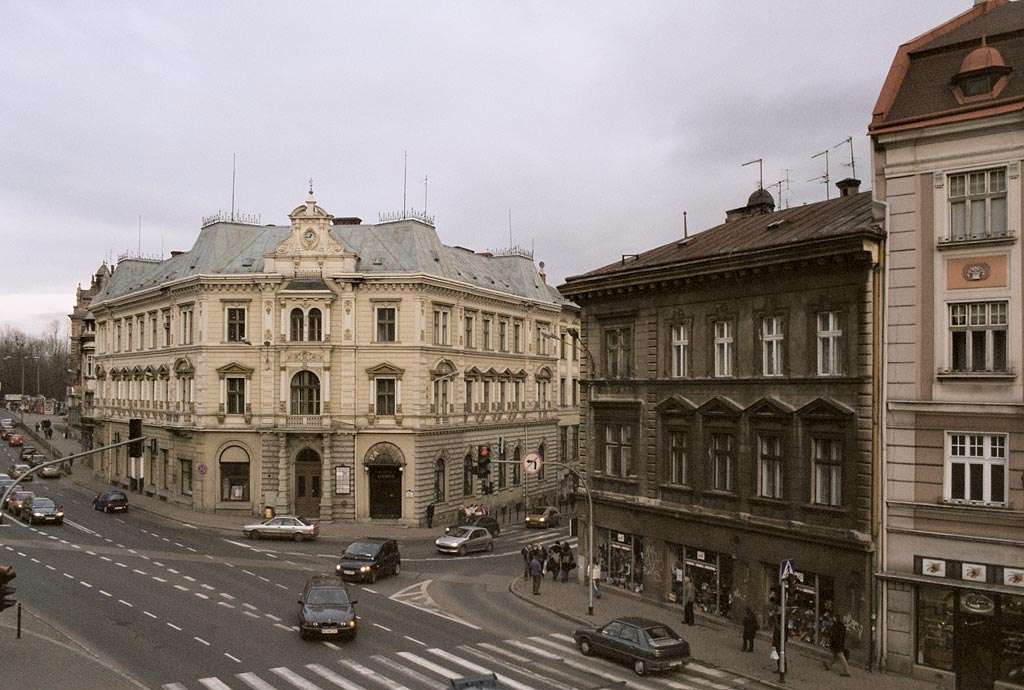
belső lakóöv

A városközpont egy nagyváros gazdaságában a legfontosabb helyszín. Itt zajlik a gazdasági és az üzleti élet.
Ide futnak be a nagy sugárutak, valamint itt találhatóak a szolgáltató intézmények (közigazgatási, oktatási, kulturális, pénzügyi intézetek, irodák), az üzletek és a legtöbb idegenforgalmi nevezetesség is.
Ebbe az övezetbe jár a legtöbb ingázó dolgozó a külső városrészekből és az agglomerációból. Tehát a city nappali népessége többszöröse az éjszakai, a ténylegesen ott élők számának.
Ilyen például Budapest V. kerülete és London belvárosa is.

## Belső lakóöv
A belső lakóöv a városmagot körülvevő, lakóházakkal sűrűn beépített övezet. A házak többsége leromlott állapotban van, ezért folyamatos felújítást és fejlesztést igényel ez a városrész. Az európai városok közös jellemzője, hogy a belvárosi területek a legértékesebbek. Az itt vásárolt ingatlanok esetében a lakófunkció gyakran háttérbe szorul.
Pl. Budapesten a VI., VII., VIII., IX. kerület.

## Külső munkahelyöv
Többnyire gyárak, raktárak, hűtőházak és teherpályaudvarok találhatóak itt. Főleg a külső lakóövben és az agglomerációkban élők dolgoznak itt. A külső munkahelyövben nemcsak gyárak, hanem munkásnegyedek, lakótelepek is épültek. A belváros körül elhelyezkedő területek korábban munkahelyi funkciót töltöttek be, ám mára állaguk erősen leromlott. A gyárakat, raktárakat elhagyták, rossz állapotba kerültek, így ezt a városövet barnaövezetnek vagy rozsdaövezetnek is nevezzük. A városrehabilitáció során ezeket a bezárt üzemeket, gyárakat elbontják, helyükre pedig tereprendezés után új, a mai kor igényeit kielégítő lakótelepek épülnek. Ilyen rozsdaövezet pl. Miskolcon a felhagyott Vasgyár területe is.

## Külső lakóöv

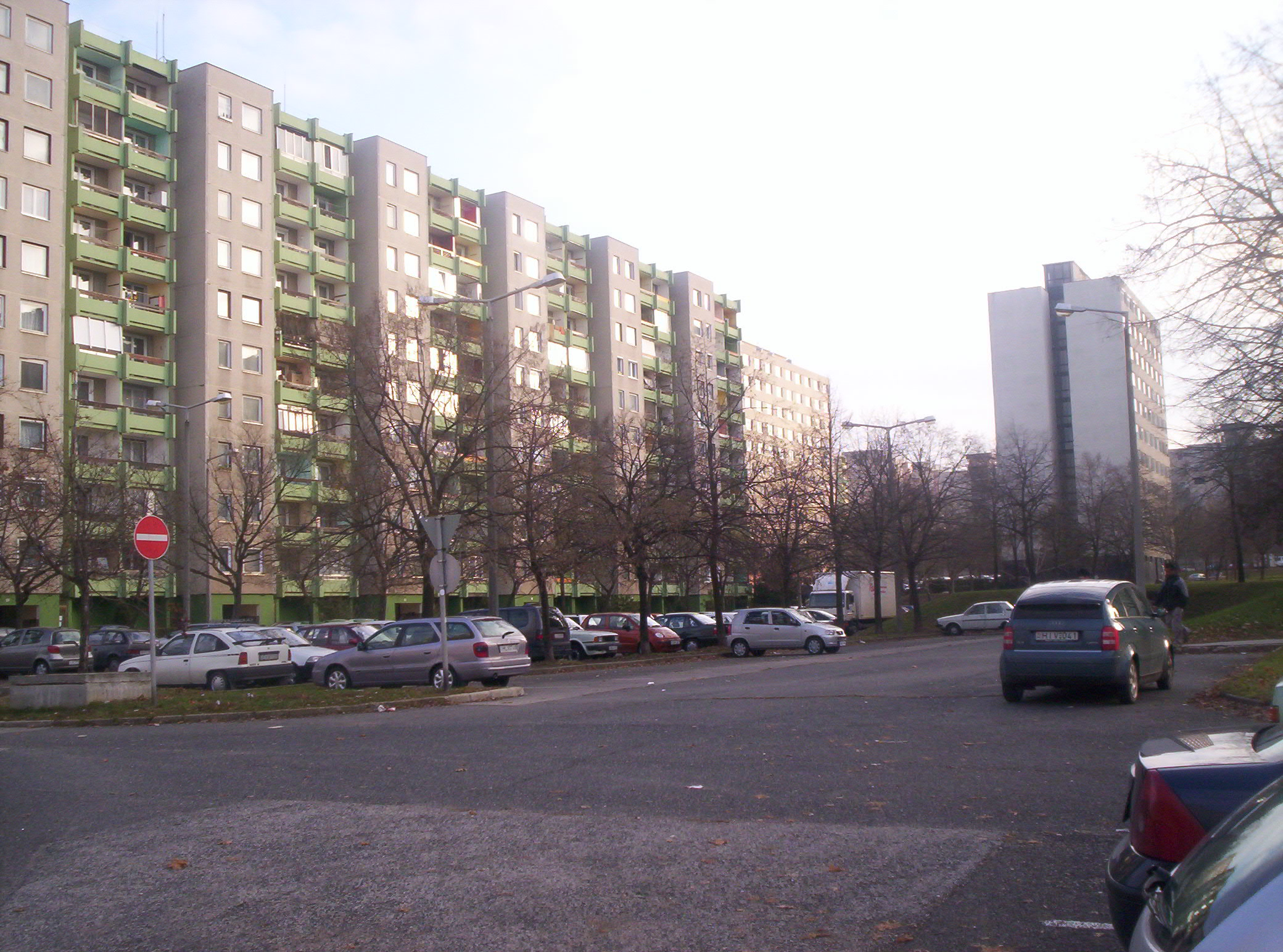
külső lakóöv

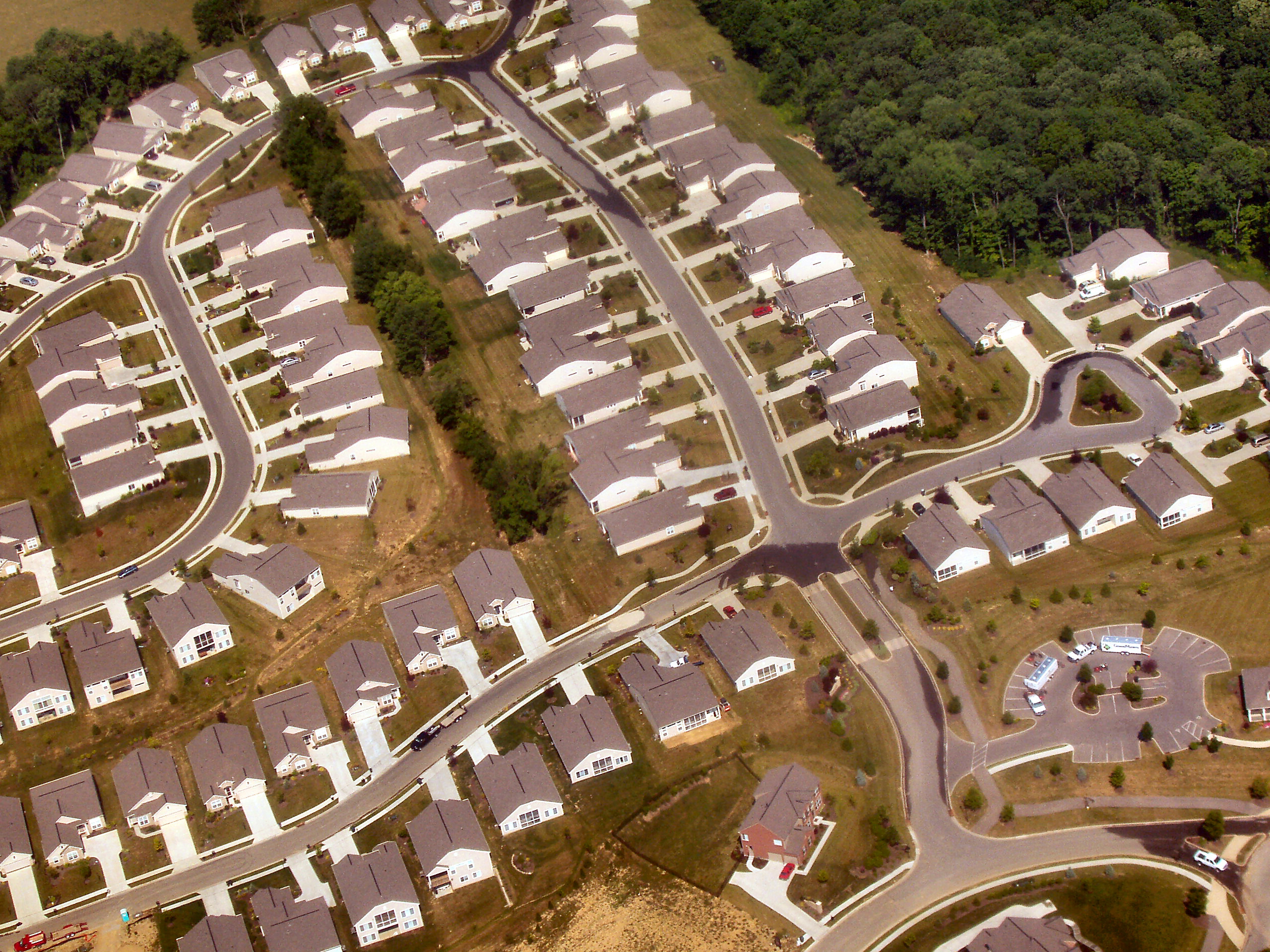
alvótelepülés

A nagyvárosokból sok család dönt úgy, hogy a zajosabb belső területekről a csendesebb külső kerületekbe költöznek, és onnan ingáznak a munkahelyükre és iskolába. A külső lakóövezet képe összetett, mert részben kertvárosi jellegű, részben pedig munkás lakónegyedek, lakótelepek jellemzik. Az alacsony ingatlanáraknak köszönhetően nemcsak a lakosság, hanem gyakran az ipar egy része is a külvárosi területekre költözik a belvárosból.

## Decentrum (alközpont)
Decentrumnak nevezzük a nagyobb városok külső területein létrehozott kisebb városközpontokat. Rendszerint ezek a leggyorsabb tömegközlekedési eszközök (metró, HÉV, városi gyorsvasút) induló- és végállomásai.
Ilyen például Budapesten az Örs vezér tere vagy Miskolcon a diósgyőri városközpont.

## Peremvidék
Ebben az övezetben találhatók a városhoz tartozó egyéb területek, pl. szántóföldek, erdő...

## Elővárosok, alvótelepülések (agglomeráció)
Az agglomeráció településegyüttest, várostömörülést jelent. A központi település (város) és a környezetében lévő települések között sokoldalú együttműködés van. Az agglomeráció lakói általában más településekre (főleg a központi városba) ingáznak dolgozni, így nappal ezek a települések elnéptelenednek, ezért alvóvárosoknak vagy bolygóvárosoknak nevezzük őket.
Magyarországon a legjellegzetesebb nagyvárosi agglomeráció Budapest körül alakult ki, amely 78 települést foglal magába, s ahol kb. 2,6 millió ember él. Sok nagyváros (pl. London, Párizs, Buenos Aires) körül is alakult ki hasonló, gyűrű alakú agglomerációs övezet. Vannak olyan agglomerációk is, amelyeknek nem egy, hanem több központjuk van. Erre példa a németországi Ruhr-vidék és az USA Észak-atlanti partvidékén fekvő agglomeráció.